# ISO 3166-2:TW
ISO 3166-2:TW es la entrada para Taiwán en ISO 3166-2, parte de los códigos de normalización ISO 3166 publicados por la Organización Internacional de Normalización (ISO), que define los códigos para los nombres de las principales subdivisiones (p.ej., provincias o estados) de todos los países codificados en ISO 3166-1.
ISO 3166-2:TW define los códigos para las subdivisiones de Taiwán localizadas en las islas de Taiwán (Formosa), Penghu (Pescadores), Kinmen, Matsu (Lienchiang), y sus islas subsidiarias. Estas áreas están de facto bajo la administración del gobierno de la República de China que reside en Taipéi. El gobierno de la República Popular China, que reside en Pekín, también reclama estas islas, pero considera Kinmen and Matsu como parte de la Provincia de Fujian, no su nominal Provincia de Taiwán (ISO 3166-2 código: CN-TW).
En la actualidad, en la lista de la ISO 3166-2:TW constan 13 condados, 3 ciudades, y 6 municipios especiales. Constitucionalmente, los condados y las ciudades son parte de las provincias de Taiwán y Fujian, pertenecientes a la República de China, pero desde que los gobiernos provinciales fueron ampliamente coordinados en 1998, estas 22 subdivisiones son consideradas como las principales subdivisiones de la República de China (Taiwán).

## Formato
- Cada código consta de dos partes, separadas por un guion. La primera parte es TW, el código para la República de China de la ISO 3166-1 alfa-2. La segunda parte tiene tres letras.
- Las divisiones en la lista are se categorizan en tres clases:
  - Ciudades: Romanizadas como shih (市) y anteriormente llamadas "municipios" en ISO 3166-2. Las divisiones llevan Ciudad (市) en sus nombres oficiales
  - Condados: Romanizados como hsien (縣) y anteriormente llamadas "distritos" en ISO 3166-2. Las divisiones llevan condado (縣) en sus nombres oficiales.
  - Municipios especiales: Romanizados como chih-hsia-shih (直轄市). Las divisiones también llevan Ciudad (市) en sus nombres oficiales.

- Actualmente, Taiwán tiene asignado el código CN-TW en la ISO 3166-2, bajo ISO 3166-2:CN, así como China únicamente la reclama como provincia de China.

## Códigos actuales
Los nombres de las subdivisiones se ordenan según el estándar ISO 3166-2 publicado por la Agencia de Mantenimiento ISO 3166 (ISO 3166/MA).
Pulsa sobre el botón en la cabecera para ordenar cada columna.
| Código | Nombre de la subdivisión (zh) (nombres convencionales) | Categoría de la subdivisión |
| ------ | ------------------------------------------------------ | --------------------------- |
| TW-CHA | Changhua                                               | condado                     |
| TW-CYI | Chiayi                                                 | ciudad                      |
| TW-CYQ | Chiayi                                                 | condado                     |
| TW-HSZ | Hsinchu                                                | ciudad                      |
| TW-HSQ | Hsinchu                                                | condado                     |
| TW-HUA | Hualien                                                | condado                     |
| TW-KHH | Kaohsiung                                              | municipio especial          |
| TW-KEE | Keelung                                                | ciudad                      |
| TW-KIN | Kinmen                                                 | condado                     |
| TW-LIE | Lienchiang                                             | condado                     |
| TW-MIA | Miaoli                                                 | condado                     |
| TW-NAN | Nantou                                                 | condado                     |
| TW-NWT | Nuevo Taipéi                                           | municipio especial          |
| TW-PEN | Penghu                                                 | condado                     |
| TW-PIF | Pingtung                                               | condado                     |
| TW-TXG | Taichung                                               | municipio especial          |
| TW-TNN | Tainan                                                 | municipio especial          |
| TW-TPE | Taipéi                                                 | municipio especial          |
| TW-TTT | Taitung                                                | condado                     |
| TW-TAO | Taoyuan                                                | municipio especial          |
| TW-ILA | Yilan                                                  | condado                     |
| TW-YUN | Yunlin                                                 | condado                     |

## Cambios
Los siguientes cambios de entradas han sido anunciados en los boletines de noticias emitidos por el ISO 3166/MA desde la primera publicación del ISO 3166-2 en 1998, cesando esta actividad informativa en 2013.
Los cambios a ISO 3166-2:TW fueron el 10/dic/2002 cuando Kinmen y Matsu aún no estaban codificados.
| Informe                       | Fecha de emisión | Descripción del cambio reportado | Cambio de código o subdivisión |
| ----------------------------- | ---------------- | --- | --- |
| Boletín I-4                   | 2002-12-10       | Enmienda del uso duplicado de seis elementos de código. Se reordena la cabecera de las categorías de las subdivisiones. | Códigos: (corrigiendo el uso duplicado) - Chiayi (distrito): TW-CYI → TW-CYQ - Hsinchu (distrito): TW-HSZ → TW-HSQ - Kaohsiung (distrito): TW-KHH → TW-KHQ - Taichung (distrito): TW-TXG → TW-TXQ - Tainan (distrito): TW-TNN → TW-TNQ - Taipéi (distrito): TW-TPE → TW-TPQ |
| Plataforma en línea de la ISO | 2015-11-27       | Se añade el nombre de la category para municipio especial en zho. Cambio ortográfico de TW-ILA; Se borran los distritos TW-KHQ, TW-TNQ, TW-TPQ, TW-TXQ; se añaden los distritos TW-KIN, TW-LIE y el municipio especial TW-NWT; Cambia la categoría de la subdivisión: de municipios a municipios especiales para TW-TXG, TW-TNN; Cambia la categoría de la subdivisión: de distrito a municipio especial para TW-TAO; Se actualiza la fuente de la lista | Subdivisiones añadidas: - Kinmen (distrito): TW-KIN - Lienchiang (distrito): TW-LIE - New Taipei (municipio especial): TW-NWT Subdivisiones borradas: - Kaohsiung (distrito): TW-KHQ - Tainan (distrito): TW-TNQ - Taipéi (distrito): TW-TPQ - Taichung (distrito): TW-TXQ Cambios de categoría de las subdivisiones: - Taoyuan (TW-TAO): distrito → municipio especial - Tainan (TW-TNN): municipality → municipio especial - Taichung (TW-TXG): municipality → municipio especial |
| Plataforma en línea de la ISO | 2016-11-15       | Cambio de categoría de las subdivisiones: de municipio a ciudad y de distrito a condado; se actualiza la fuente de la lista | - cada distrito → condado - cada municipio→ ciudad |